# European Champions Tournament 1996-1997
L'undicesimo European Champions Tournament fu giocato dal 4 maggio al 9 maggio 1997 a Mosca, in Russia, presso il Palazzo dello Sport, vi parteciparono sei formazioni rappresentanti Russia, Repubblica Ceca, Spagna, Italia, Paesi Bassi e Ucraina.
La manifestazione continentale vide il secondo trionfo dei russi padroni di casa della Dina Mosca, che batterono in finale gli italiani della BNL Calcetto campioni in carica solo dopo una avvincente finale terminata ai calci di rigore. Nella finale per il terzo e quarto posto furono gli spagnoli del Interviu Boomerang a battere gli ucraini del Lokomotyv Odessa per 5-3.

## Direzioni di gara
- Presidente arbitri:  Victor Filipov
- Commissione arbitri:  Vladimir Neboronov,  Alexei Petchatkin,  Anatoly Nosov,  A. Schargaev,  A. Averianov.
- Arbitri:  Alexei Selikov,  Grigory Berezkin,  Evzen Almer,  Jacques Boignet,  Ruslan Kiselev.
- Ufficiali: Lars-Εke Lagrell, Tom Van Der Hulst, Havard Davies, Petr Fousek,  Oriol De Gispert,  Gustav Van Dijck.

## Risultati

### Girone A
| Squadra         | Pti | PG | PV | PN | PP | GF | GS |
| --------------- | --- | -- | -- | -- | -- | -- | -- |
| 1. Dina Mosca   | 6   | 2  | 2  | 0  | 0  | 13 | 3  |
| 2. BNL Calcetto | 3   | 2  | 1  | 0  | 1  | 6  | 7  |
| 3. DFC Praha    | 0   | 2  | 0  | 0  | 2  | 2  | 12 |

| Data     |              | Gara |              | Risultato |
| -------- | ------------ | ---- | ------------ | --------- |
| 04.05.97 | BNL Calcetto | -    | DFC Praha    | 4 - 1     |
| 05.05.97 | Dina Mosca   | -    | DFC Praha    | 7 - 1     |
| 06.05.97 | Dina Mosca   | -    | BNL Calcetto | 6 - 2     |

### Girone B
| Squadra                  | Pti | PG | PV | PN | PP | GF | GS |
| ------------------------ | --- | -- | -- | -- | -- | -- | -- |
| 1. Interviu Boomerang    | 4   | 2  | 1  | 1  | 0  | 8  | 7  |
| 2. Lokomotyv Odessa      | 4   | 2  | 1  | 1  | 0  | 6  | 5  |
| 3. 't Hoornsche Veerhuys | 0   | 2  | 0  | 0  | 2  | 4  | 6  |

| Data     |                       | Gara |                       | Risultato |
| -------- | --------------------- | ---- | --------------------- | --------- |
| 04.05.97 | 't Hoornsche Veerhuys | -    | Lokomotiv Odessa      | 1 - 2     |
| 05.05.97 | Interviu Boomerang    | -    | Lokomotiv Odessa      | 4 - 4     |
| 06.05.97 | Interviu Boomerang    | -    | 't Hoornsche Veerhuys | 4 - 3     |

### Semifinali
| Data     |                    | Gara |                  | Risultato |
| -------- | ------------------ | ---- | ---------------- | --------- |
| 08.05.97 | Dina Mosca         | -    | Lokomotiv Odessa | 9 - 4     |
| 08.05.97 | Interviu Boomerang | -    | BNL Calcetto     | 2 - 3     |

### Finale 3°-4°
| Data     |                  | Gara |                    | Risultato |
| -------- | ---------------- | ---- | ------------------ | --------- |
| 03.05.96 | Lokomotiv Odessa | -    | Interviù Boomerang | 3 - 5     |

### Finale
| Arbitri: | Amler (Repubblica Ceca) Selikov (Russia) |

|                                              |                      |                                           |
| Erëmenko 5’ Markin 39’                       | Marcatori            | 29’ Riscino 40’ Caleca                    |
| Gorin Alekberov Verižnikov Erëmenko Samochin | Tiri di rigore 5 – 4 | Caleca Fasciano Riscino Ferrazoli Rinaldi |